# Fading (Psychologie)
Als Fading bezeichnet man den zeitweiligen Einsatz von Prompts (zusätzlichen Hinweisreizen), um eine Stimulusdiskrimination zu erreichen. Es handelt sich um einen Begriff aus der Verhaltenspsychologie, insbesondere aus dem Bereich der operanten Konditionierung. Dies bedeutet auf Deutsch ungefähr allmähliches Verschwindenlassen. Ziel des Fadings ist es, verschiedene Reize unterscheiden (diskriminieren) zu lernen. Dies geschieht durch die schrittweise Annäherung der Reize bzw. durch die schrittweise Rücknahme zusätzlicher unterscheidender Reize.
Ein Beispiel:
- Ein Lehrer fragt den Schüler nach der englischen Entsprechung des deutschen Wortes „Antwort“. Wenn der Schüler nicht auf Anhieb die richtige Antwort weiß, kann der Lehrer einen Hinweis (also ein Prompt) geben, durch den sich die Wahrscheinlichkeit, dass der Schüler die Lösung findet, erhöht. Z. B. sagt der Lehrer die ersten Buchstaben des englischen Wortes („ans…“) oder er gibt einen anderen Hinweis, der als Prompt dient („Das Wort fängt im Englischen genauso an wie im Deutschen“). Beim nächsten Abfragen kann der Lehrer (idealerweise) das Prompt reduzieren (also z. B. weniger Buchstaben des richtigen Wortes vorsagen). Der Einsatz von Prompts wird bei jedem Abfragen reduziert, bis der Schüler zuletzt die Lösung ohne weitere Hinweise hervorbringt.

Die wissenschaftliche Untersuchung dieses Vorgangs geht auf Burrhus Frederic Skinner zurück. In Anlehnung an ihn entstand folgende Versuchsanordnung von Ellen Reese (1966):
- Einer Taube, die bereits gelernt hat, durch das Picken auf eine Scheibe Futter zu erhalten, soll beigebracht werden, nur dann zu picken, wenn das Wort „peck“ (deutsch: picken) an die Wand des Käfigs projiziert wird. Bei dem Wort „don’t peck“ (deutsch: nicht picken) soll sie dagegen nicht picken. Dies lernt die Taube dadurch, dass ein Picken auf die Scheibe nur dann zu einer Futtergabe führt, wenn der Reiz „peck“ erscheint. Pickt sie dagegen, solange „don’t peck“ an der Wand des Käfigs zu sehen ist, erhält sie kein Futter.

Um den Unterschied zwischen beiden Reizen „beizubringen“, werden beide Wörter zunächst sehr unterschiedlich gestaltet: „peck“ z. B. in großen schwarzen Buchstaben und „don’t peck“ in kleinen roten Buchstaben. Durch diese zusätzlichen Hinweisreize (Farbe, Größe), ist es der Taube leichter möglich, zwischen diesen beiden Wörtern zu unterscheiden.
An dieser Stelle kommt nun das Fading ins Spiel. Die Unterschiede zwischen den beiden Reizen („peck“ und „don’t peck“) werden in einer Reihe von Versuchsdurchgängen vermindert. Die großen schwarzen Buchstaben werden den kleinen roten angenähert und umgekehrt, bis beide Wörter aus gleich großen schwarzen Buchstaben bestehen. Die Taube behält das anfangs gezeigte Verhaltensmuster (picken, wenn „peck“ erscheint, nicht picken, wenn „don’t peck“ erscheint) über alle schrittweise erfolgenden Änderungen hinweg bei.
Für den naiven Betrachter könnte es nun so aussehen, als ob die Tauben die Aufschrift auf der Scheibe lesen könnten, als ob sie „verstehen“ würden, was da geschrieben ist.